# Lepista luscina
Lepista luscina (Fr.) Singer, 1951 è un fungo basidiomicete saprofita del genere Lepista, a sua volta appartenente alla famiglia delle Tricholomataceae.

## Descrizione
Il cappello ha un diametro fino a 12 cm ed è convesso con bordo arricciato, leggermente solcato, negli esemplari giovani; con l'invecchiamento perde parte della convessità, fino a diventare anche leggermente concavo. La sua superficie è asciutta e liscia, a volte con scaglie fini attorno al centro, di colore marrone chiaro o grigiastro-bruno.
Le lamelle sono spesse, adnate o lievemente decorrenti, a volte con un margine appena visibile, di colore variabile dal crema al giallo-marrone chiaro, spesso con una sfumatura rosa pallido negli esemplari più vecchi.
Il gambo è alto fino a 7 cm, cilindrico, lievemente allargato verso la base, relativamente tozzo; la sua superficie è fibrosa, biancastra con sfumature ocra-marroni.
La trama è di colore bianco crema o marrone chiaro, piuttosto dura e consistente ma più sottile vicino all'orlo del cappello. L'odore del fugno è vago, leggermente farinoso, mentre il sapore è piuttosto tenue, a volte un po' sgradevole.
La sporata di L. luscina è di colore rosa pallido; le singole spore hanno forma ellissoidale, sono ricoperte da minuscole papille e misurano 4,5-7 per 3-4,5 micron.

## Distribuzione e habitat
È quasi cosmopolita, essendo presente in America settentrionale, Europa, Asia, Australia (compresa la Tasmania) e Nuova Zelanda. Fungo saprofita, si trova nelle foreste di conifere (in particolare di pini), tra i muschi e tra le erbe dei pascoli, nei giardini e sui bordi delle strade.

## Commestibilità
È un fungo commestibile, ma è gastronomicamente meno apprezzato di altri funghi del genere Lepista, come L.nuda e L. irina.